# Varicospira
Varicospira is een geslacht van weekdieren uit de klasse van de Gastropoda (slakken).

## Soorten
- Varicospira cancellata (Lamarck, 1816)
- Varicospira crispata (G. B. Sowerby II, 1842)
- Varicospira kooli Moolenbeek & Dekker, 2007
- Varicospira tyleri (H. Adams & A. Adams, 1864)